# .ph
.ph je internetová národní doména nejvyššího řádu pro Filipíny.